# 三銃士 (バレエ)
『三銃士』（さんじゅうし、英題：The Three Musketeers）は、1980年に初演されたバレエである。

## 概要
演出・振付はアンドレ・プロコフスキー（en:André Prokovsky、1939年 - 2009年）。アレクサンドル・デュマの『三銃士』から、『アンヌ王妃の首飾り事件』部分を脚色してバレエ化し、オーストラリア・バレエ団が初演した。
音楽はジュゼッペ・ヴェルディのさまざまなオペラから選曲したアリアなどを、ガイ・ウールフェンデン（Guy Woolfenden）が管弦楽編曲したものを使っている。
日本では1993年に牧阿佐美バレヱ団がレパートリーに加え、数度の再演を繰り返している。
なお、当初はプロローグつき全3幕の作品だったが、後にプロローグつき2幕仕立てに改訂された。

## 主な登場人物
1. ダルタニアン：主人公。立身出世を夢見てパリに出てきた青年。
2. コンスタンス：アンヌ王妃の侍女にして腹心の友。ダルタニアンと恋に落ちる。
3. アトス、ポルトス、アラミス：『三銃士』として知られた名だたる銃士たち。ダルタニアンと生涯の友情を結ぶ。
4. 国王ルイ13世：フランス王。
5. アンヌ王妃：ルイ13世の妃。彼女の行動が騒動の元を作ってしまう。
6. バッキンガム公爵：フランスに派遣されたイングランドの大使。美男子として知られ、王妃と道ならぬ恋に落ちる。
7. リシュリュー枢機卿：フランス宰相。王妃を失脚させようと、さまざまな策を弄する。
8. ミレディー：表向きはアンヌ王妃の侍女だが、実はリシュリューのスパイ。知恵も胆力もある行動的な悪女。
9. ロシュフォール：リシュリューの護衛隊長。

## あらすじ

### プロローグ
舞台はルイ13世治世下、17世紀のフランス。
宰相リシュリュー枢機卿は、アンヌ王妃を快く思わずその失脚を画策している。枢機卿は配下の女スパイ、ミレディーを王妃の侍女に送り込んで身辺を密かに探らせていた。王妃はイングランドからの大使として派遣されたバッキンガム公爵と道ならぬ恋に落ち、その情報を握った枢機卿はほくそえむ。
一方、貧しいが覇気に溢れた青年、ダルタニアンが自分の腕と勇気で身を立てようとパリにやってくる。いかにも貧しげな彼の姿を、枢機卿付の護衛隊が嘲笑う。怒ったダルタニアンは護衛隊に決闘を挑むが、多勢に無勢であえなく負けてしまう。

### 第1幕
第1場
国王付の銃士、アトス･ポルトス・アラミスの三人は、親友でもあり、剣士としても天下一品の腕っ節を誇っている。この三銃士と、枢機卿の護衛隊の仲は常に険悪で争いが絶えない。
護衛隊に恥をかかされたダルタニアンは、彼らを見つけて決闘を申し込むが、ひょんなことからポルトスと決闘する破目に陥ってしまう。
騒ぎを聞きつけて、枢機卿の護衛隊長ロシュフォールの部隊が駆けつける。三銃士はおめおめと捕まるよりも戦って切り抜けることを選び、ダルタニアンも三銃士に加勢して彼らは見事に勝利を収める。
三銃士はダルタニアンを同志と認め、彼らは友情と信頼で結ばれる。
第2場
アンヌ王妃は、想い人であるバッキンガム公爵に宛てた手紙を、侍女コンスタンスに託す。その場面を目撃したミレディーは、手紙を奪おうと目論んでコンスタンスを誘拐させようと企むが、ダルタニアンと三銃士がコンスタンスの危機を見事に救い、ダルタニアンはコンスタンスと恋に落ちる。
第3場
バッキンガム公爵がアンヌ王妃の元に忍び込んでくる。王妃は自らの面目を保つためにもフランスを立ち去るようにと願い、彼もその言葉を受け容れる。王妃はせめてもの形見にと、以前国王から王妃へと贈られたダイヤの首飾りを手渡す。
ミレディーはその事実を枢機卿に報告し、バッキンガム公爵から首飾りを奪おうと企んで英国へ旅立つ。王妃の窮地を救うために、ダルタニアンと三銃士もミレディーを追って英国へと出発する。

### 第2幕
第1場
英国に到着したミレディーは、バッキンガム公爵から首飾りを奪おうとして争いになる。彼女は隠していた短剣で彼に致命傷を与え、首飾りを取り上げる。
第2場
街道沿いの酒場で、ミレディーはロシュフォールと落ち合って、首飾りを手渡す手はずになっている。
だが、そこに現れたのはロシュフォールに変装したダルタニアン。彼はまんまとミレディーから首飾りを巻き上げることに成功する。
第3場
フランス宮廷では、枢機卿に唆されたルイ13世が、次の舞踏会で王妃にあの首飾りを着けるようにと言う。王妃とコンスタンスはダルタニアンたちの帰還を不安混じりに待ち受ける。
ダルタニアンたちは護衛隊の妨害に打ち勝って、フランスへの凱旋を果たす。そして、ダルタニアンとコンスタンスは恋を成就させる。